# Elischer Gyula (orvos, 1846–1909)
Thurzóbányai Elischer Gyula (Eperjes, 1846. október 15. – Budapest, 1909. szeptember 28.) magyar orvos, nőgyógyász, egyetemi tanár, műgyűjtő, múzeumi mecénás

## Életpályája
Iskoláit Kassán és Eperjesen végezte el. 1871-ben bécsi egyetemen diplomázott. 1871–1873 között a budapesti egyetem kórszövettani tanszékén tanársegéd, majd belklinikai orvos volt Korányi Frigyesnél 1873–1875 között. 1875-ben Németországban járt ösztöndíjasként. 1875-től nőgyógyász lett. 1876–1877 között Franciaországban, Angliában és Írországban volt tanulmányúton. 1877-ben magántanári képesítést szerzett. 1884-től budapesti kórház nőgyógyászfőorvosa volt. 1890-ben a Poliklinika főorvosa lett. 1893-ban Ráth József halála után ő lett a Rókus Kórház Szülészeti és Nőgyógyászati Osztályának vezetője. 1895-ben egyetemi címzetes rendkívüli tanár lett. Az uralkodó 1903. június 3-án címerrel és thurzóbányai előnévvel számára és törvényes leszármazottai számára nemesi címet adományozott.
Cikkei és értekezései szakfolyóiratokban jelentek meg. Fiatal korában gyorsírással is foglalkozott. Megalapította az első magyarországi vidéki gyorsírókört. Hivatása mellett tanult zenész, műkedvelő festő és kiváló műértő és műgyűjtő volt, leginkább rézmetszetekkel foglalkozott. A nagybátyjától, Elischer Boldizsártól (1818–1895) végrendeletileg örökölt Goethe-gyűjteményét 1895-ben a Magyar Tudományos Akadémiának adományozta. Kiváló műgyűjtő volt, leginkább rézmetszetekkel foglalkozott. valamint az általa gyarapított Rembrandt- és Dürer-gyűjteményét az állam megvásárolta az Országos Képtár számára, amely a Szépművészeti Múzeum anyagává vált. Kezdeményezte a budapesti Semmelweis-szobor felállítását.
Tagja volt az Országos Közegészségügyi Egyesületnek, a Budapesti Orvosi Körnek, a Kórházi Orvos Társulatnak, a Magyar Nôorvos Társaságnak, a Budapesti Orvosszövetségnek. Pénztárnoka volt a Budapesten rendezett VIII. Nemzetközi Közegészségügyi (1894) és az 1909-es XVI. Nemzetközi Orvosi Kongresszusnak.
Arcképét Benczúr Gyula megfestette.

## Családja
Szülei: Elischer Károly (1822–1885) és Okrutzky Lavinia (1826–1910) voltak. 1871. szeptember 16-án házasságot kötött Thór Vilmával (1848–1923). Két fiuk született: Elischer Gyula (1875–1929) orvos és Elischer Vilmos (1877–1938) ügyvéd.
Sírja a Fiumei úti sírkertben található (17/1-1-9).

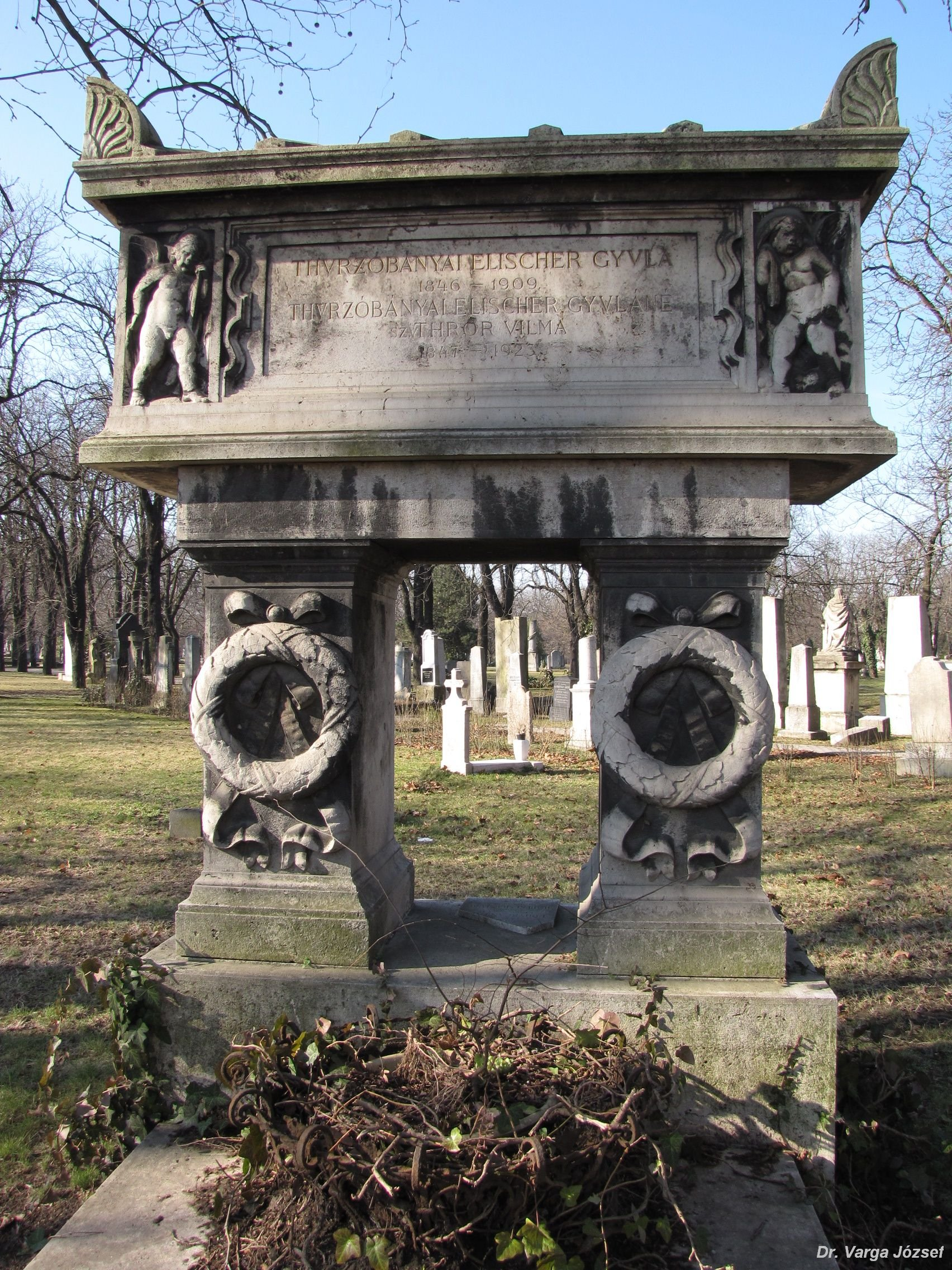
Elischer Gyula nőgyógyász sírja Budapesten. Kerepesi temető: 17/1-1-9.

## Művei
- A halottak elégetéséről (Budapest, 1874)

## Díjai
- Vaskoronarend (1908)
- Berán-féle ezüstplakett (1909)